# A budapesti Katona József Színház külföldi vendégjátékainak listája
A budapesti Katona József Színház 1985 óta többször is vendégszerepelt külföldön.
A színházat először Prága látta vendégül, azóta öt földrészen, negyven ország, 94 városának nézői láthatták a társulat előadásait.

## Vendéglátók
| Izrael: Jeruzsálem (2 alkalommal - 3 darab) Ausztrália: Perth (1 - 1); Adelaide (1 -1); Sydney (1 - 1) Dél-Korea: Szöul (1 - 1); Hongkong: Hongkong (1 - 1) Argentína: Buenos Aires (1 - 1); Kolumbia: Bogotá (1 - 1); Mexikó: Mexikóváros (1 – 1);. Uruguay: Montevideo (1 - 1); USA: Chicago (1 - 1), New Haven (1 - 1); New York, Washington DC (1-1); Venezuela: Caracas (2 - 3) Anglia: London (1 - 2); Ausztria: Bad Radkersburg (1 - 1); Bécs (2 - 4), Krems (1 - 1) Bosznia-Hercegovina: Szarajevó (2 - 2); Csehország-Csehszlovákia: Pilsen (5 - 5); Prága (4 - 7); Brno (2-2) Dánia: Koppenhága (1 - 1); Finnország: Espoo (1 - 1), Helsinki (2 - 2), Tampere (1 - 1) Franciaország: Nancy (1 - 1), Párizs (6 - 10); Reims (2-2), Rennes (1 - 1), St. Étienne (1 - 1), Strasbourg (4 - 7), Villeurbanne (1 - 1), Lille (1-1), Metz (1 - 1) Görögország: Szaloniki (3 - 4); Hollandia: Hága (1 - 1), Rotterdam (1 - 1) Horvátország: Fiume (3 -3), Zágráb (1 - 1); Írország: Dublin (2-2) Lengyelország: Krakkó (2 - 2), Toruń (4 - 4), Varsó (2 - 2), Łódź (1-1), Olsztyn 3-3; Litvánia : Vilnius (1 - 1) Németország-NDK-NSZK: Berlin (3 - 7), Bochum (1 - 1), Düsseldorf (3 - 3), Frankfurt am Main (1 - 1), Hamburg (1 - 1) Jéna (1 - 1), Ludwigsburg-Ulm (1 - 1), Nyugat-Berlin (1 - 1), Stuttgart (10 - 14), Wiesbaden (1 - 1) | Norvégia: Oslo (2 - 2) Olaszország: Cividale (2 - 2), Firenze (1 - 1), Gardone Riviera (1 - 1), Milánó (3 - 5), Palermo (1 - 1), Parma (3 - 3) Róma (3 - 4), Spoletto (1 - 1), Torino (4 - 4), Trento (2 - 2) Oroszország Leningrád (1 - 1); Moszkva (2 - 4), Szentpétervár (2 - 3); Portugália: Porto (1 - 1) Románia: Bukarest (4 - 7), Kolozsvár (3 - 3), Sepsiszentgyörgy (2 - 2); Temesvár (2-2); Skócia: Edinburgh (2 - 2), Glasgow (1 - 1) Spanyolország: Barcelona (1 -1), Madrid (3 - 4), Sitges (1 - 1); Svédország: Göteborg (2 - 2), Stockholm (1 - 1) Svájc: Genf (1 - 1), Zürich (1 - 3); Szerbia - Jugoszlávia: Belgrád (4 - 5), Szabadka (1-1) Szlovákia: Komárom (1 - 1), Nyitra (2 - 2), Pozsony (3 - 3), Lendva (1-1); Szlovénia: Ljubljana (2 - 2); |

## Darabok - városok - évek
| A manó 1985: Prága, Pozsony Menekülés 1985: Prága Stílusgyakorlatok 1985: Prága, 1986: Sitges Übü király 1986: Helsinki; 1989: St. Etienne; 1990: Párizs, Glasgow, Madrid, 1991: Mexikóváros, Krems, Berlin, Firenze, Barcelona; 1992: Bukarest, 1994: Montevideo, Buenos Aires Coriolanus 1987: Berlin Három nővér 1987: Belgrád, Stuttgart, Nyugat-Berlin; 1988: Párizs, Bochum, Parma, Bécs, Hága 1989: Moszkva, Leningrád, Helsinki, Wiesbaden, London, Zürich 1990: Caracas, 1991: Jeruzsálem Csirkefej 1987: Belgrád Catullus 1988: Párizs, Bécs; 1989: Moszkva, Zürich A revizor 1988: Parma, Bécs; 1989: Ludwigsburg-Ulm, London, Zürich, Genf, Belgrád 1990: Caracas, Chicago; 1991: Róma, Jeruzsálem, Berlin 1992: Hongkong, Perth, Adelaide, Kolozsvár, Bukarest; 1993: Vilnius, Strasbourg Platonov 1990: Párizs; 1991: Berlin; 1992: Düsseldorf Vízkereszt 1990: Rotterdam Turandot 1991: Berlin Az új lakás 1993: Milánó Az estély 1993: Edinburgh; 1994: Stuttgart Katerina Blum elveszett tisztessége 1993: Stuttgart Akárki 1993: Stuttgart; 1995: Hamburg A kínai 1994: Göteborg, Koppenhága Hamlet 1994: Stuttgart Ma este improvizálunk 1994: Milánó; 1995: Krakkó, Bukarest; 1996: Spoletto A fösvény 1996: Düsseldorf, Krakkó; 1997: Caracas, Madrid Két portré - A csodálatos mandarin 1996: Edinburgh, Göteborg; 1997: Szöul A csodálatos mandarin 1998: Cividale del Friuri, Jéna Elnöknők 1996: Stuttgart; 1997: Fiume; 1998: Stockholm; 1999: Milánó; 2012: Olsztyn Egy faun délutánja 1998: Gardone Riviera Brecht-Weill-Csákányi est 1997: Bad Radkersburg Mauzóleum 1997: Szaloniki „Művészet” 1997: Madrid; 2003: Révkomárom Az eltört korsó 1998: Espoo Rosencrantz és Guildenstern halott 1998: Stuttgart Portugál 1999: Pozsony, Strasbourg; 2000: Pilsen, Stuttgart; 2011: Lendva Baal 1999: Strasbourg; 2000: Nyitra, Párizs Yvonne, burgundi hercegnő 1999: Strasbourg, Milánó | Tyukodi pajtás 1999: Strasbourg, Milánó; 2000: Stuttgart; 2001: Cividale, Párizs Közellenség 2000: Stuttgart; 2001: Theszaloniki, Párizs, Palermo, Ljubljana Tartuffe 2001: Theszaloniki, Párizs, Varsó; 2003: Szentpétervár, Bukarest, Prága; 2004: Porto Kés a tyúkban 2001: Pilsen, 2002: Torun; 2003: Bukarest Bakkhánsnők 2002: Rijeka Hóhérok hava 2002: Róma Szent György és a Sárkány 2002: Villeurbanne Attack 2003: Prága Top Dogs 2003: Torun; 2004: Stuttgart Ivanov 2004: Szarajevó; 2005: Róma; 2006: Bogotá, Bukarest, Torino 2007: Torino, Nancy, Dublin, Ljubljana, Kolozsvár, Strasbourg, 2008: Rennes, Belgrád, Párizs, Moszkva, Zágráb 2009: Sydney, Parma , Lille, New Haven, New York, Szentpétervár. 2012: Pilsen Fekete tej 2005 Toruń Médeia 2005: Róma, Torino; 2006: Madrid; 2007: Jeruzsálem, Theszaloniki Ledarálnakeltűntem 2005: Strasbourg, Szarajevó; 2006: Düsseldorf, Frankfurt, Torun, Tampere, Pilsen, Ljubljana, Dublin 2007: Berlin, Rijeka, Belgrád, Oslo, Parma; 2008: Sepsiszentgyörgy, Lódz; 2010: Prága; 2011: Olsztyn; 2012: Brno Kékszakállú herceg csodálatos élete 2006: Prága Troilus és Cressida 2006: Bukarest A karnevál utolsó éjszakája 2007: Torino; 2008: Trento, Sepsiszentgyörgy Trakhiszi nők 2008: Stuttgart A vadkacsa 2008: Oslo Ivanovék karácsonya 2009: Pilsen Barbárok 2009: Szentpétervár A néger és a kutyák harca 2009: Metz A hős és a csokoládé katona 2009: Trentó Csendet akarok 2010: Stuttgart Mesél a bécsi erdő 2011: Lódz Cigányok 2012: Washington DC Anamnesis 2012: Nyitra, Kolozsvár; 2013: Ljubljana, Reims; 2014: Bécs A mi osztályunk 2012: Stuttgart, Szabadka; 2013: Varsó Musik, musikk, musique 2012: Brno; 2013: Olsztyn, Reims Woyzeck 2014: Torino Én egy komcsi nyanya vagyok 2014: Temesvár Vörös 2014: Temesvár Rükverc 2014: Pozsony "Cukor Kreml" 2016: Ljubljana "Sirály" 2016: Ljubljana "Nem vagyunk mi barbárok" 2017: Prága |